# Спартак (Омская область)
Спарта́к — деревня в Москаленском районе Омской области России. Входит в состав Ивановского сельского поселения.
Население 269 чел. (2010) .

## История
Основана в 1920 г. В 1928 г. Ново-Знаменская артель состояла из 19 хозяйств, основное население — русские. В составе Покровского сельсовета Москаленского района Омского округа Сибирского края.
В соответствии с Законом Омской области от 30 июля 2004 года № 548-ОЗ «О границах и статусе муниципальных образований Омской области» деревня выведена из Ильичёвской сельской администрации и вошла в состав образованного муниципального образования «Ивановское сельское поселение».

## География
Спартак находится на юге-западе региона, в лесостепи в пределах Ишимской равнины, относящейся к Западно-Сибирской равнине, на административной границе с Люблинском районом, вблизи болота Сухой Перелаз. В окрестностях распространены берёзовые и берёзово-осиновые колки.

## Население
| 1926 | 2010 |
| ---- | ---- |
| 145  | ↗269 |

Гендерный состав
По данным Всероссийской переписи населения 2010 года в гендерной структуре населения из 269 человек мужчин — 122, женщин — 147	(45,4 и 54,6 % соответственно)
Национальный состав
Согласно результатам переписи 2002 года, в национальной структуре населения русские составляли 85 % от общей численности населения в 296 чел..

## Инфраструктура
Личное подсобное хозяйство.

## Транспорт
Просёлочные дороги.